# تشیکوویتسه (ناحیه زنویمو)
تشیکوویتسه (به چکی: Čejkovice) یک منطقهٔ مسکونی در جمهوری چک است که در ناحیه زنویمو واقع شده‌است. تشیکوویتسه ۹٫۲ کیلومتر مربع مساحت و ۲۱۱ نفر جمعیت دارد و ۲۳۳ متر بالاتر از سطح دریا واقع شده‌است.